# Телегин, Дмитрий Яковлевич
Теле́гин Дми́трий Я́ковлевич (укр. Телегін Дмитро Якович; 26 октября 1919, с. Плисовое, Змиёвский район Харьковской области, Украина — 1 января 2011, Киев, Украина) — советский историк, этнограф и археолог, педагог, исследователь истории населения Украины и соседних территорий Восточной Европы эпохи мезолита, неолита и медного века, а также казацкого времени. Лауреат Государственной премии УССР в области науки и техники (1977).

## Биография
Дмитрий Яковлевич Телегин родился 26 октября 1919 г. в с. Плисовое (сейчас Лозовского района) Змиевского района Харьковской области.
В конце 30-х гг. он закончил исторический факультет Славянского учительского института, а после войны, в 1949 г. — исторический факультет Черновицкого университета.
После его окончания Д. Я. Телегин работал в Институте археологии АН УССР и учился в аспирантуре под руководством академика АН УССР П. П. Ефименко. В 1953 г. защитил кандидатскую диссертацию «Неолитические памятки на Среднем Донце».
В 1967 г. защитил докторскую диссертацию «Днепро-донецкая неолитическая культура». По результатам диссертации написал монографию «Днепро-донецкая культура».
Всю свою трудовую жизнь Дмитрий Яковлевич проработал в Институте археологии АН УССР. Кроме того, с 1973 по 1980 гг. Д. Я. Телегин преподавал на историческом факультете Киевского университета имени Тараса Шевченко на кафедре археологии и музееведения курс «Основы археологии» и специальные курсы по истории мезолита и неолита Украины.
Д. Я. Телегин в 1974 г. организовал при кафедре хоздоговорную археологическую экспедицию Научно-исследовательской части Киевского университета, работавшую до 1994 г.
Д. Я. Телегин руководил большими комплексными археологическим экспедициями, такими как «Кременчугская», «Днепродзержинская», «Днепро-Донбасс», «Славутич» и др.
Д. Я. Телегин имеет более 300 научных работ, в том числе 8 монографий, две из которых опубликованы за границей. Самостоятельно выделил ряд археологических культур, в т. ч. бондарихинскую и горнокрымскую мезолитическую. Он соавтор ряда коллективных монографий и учебников. Авторитет Дмитрия Яковлевича в вопросах неолита и эпохи меди признавался и на международном уровне.
Д. Я. Телегин активно занимался памятнико-охранной деятельностью, возглавлял бюро секций Украинского общества охраны памятников истории и культуры.
Д. Я. Телегин занимался и научно-популяризаторской работой. По вопросам археологии им издано 12 брошюр и более 250 научно-популярных статей в газетах и журналах.

## Список произведений

### Монографии
- Телегін Д. Я. Дніпро-донецька культура. — К., 1968. — 254 с.
- Телегін Д. Я. Середньостогівська культура епохи міді бронзи. — К., 1973. — 172 с.
- Телегін Д. Я. Мезолітичні пам’ятки України. — К., 1982. — 252 с.
- Telegin D. Dereivka . A settlement and Cemetery of Copper Age Horse Keepers on the Middle Dnieper // BAR International Series 287. — Oxford, 1986. 185 s.
- Телегин Д. Я. Мезолит Юго-Запада СССР (Украина и Молдавия) // Археология СССР. Мезолит СССР. М.: Наука, 1989.
- Телегин Д. Я. Неолитические могильники мариупольского типа. — К., 1991. — 96 с.
- Телегін Д. Я. Археологія України: Підручник. — К., 1994. — 318 с. (у співавторстві з І.О. Вінокуром).
- Телегин Д. Я. Юг Восточной Европы // Археология СССР. Неолит Северной Евразии. М.: Наука, 1996.
- Телегін Д. Я. Часи козацькі. Січі запорозькі. — К., 1997
- Соавтор монографии «Археологія Української РСР».

### Статьи
- Телегин Д. Я. Неолитические памятники среднего течения Северного Донца // Советская археология. Вып. XXIX—XXX, 1959 г., стр. 159—171.
- Д. Я. Телегин. (Киев). К вопросу о днепро-донецкой неолитической культуре. (Р. III) // Советская археология. 1961. № 4.
- Д. Я. Телегин (Киев). О хронологии поселений ямочно-гребенчатой керамики Украины // Советская археология. 1962. № 4.
- Д. Я. Телегин. Могильники днепро-донецкой неолитической культуры и их историческое место // Советская археология, № 1, 1966 г., стр. 3
- Д. Я. Телегин, В. А. Круц (Киев). Остатки могильника среднеднепровской культуры у с. Любеча на Днепре // Советская археология, 1970 г., № 4.
- Д. Я. Телегин (Киев). О культурно-территориальном членении и периодизации неолита Украины и Белоруссии // Советская археология, 1971 г., № 2.
- Телегин Д. Я. Об абсолютном возрасте ямной культуры и некоторые вопросы хронологии энеолита Юга Украины // Советская археология. № 2, 1977 г.
- Телегин Д. Я. Новые памятники культуры линейно-ленточной керамики на Украине // Советская археология. № 2, 1979 г.
- Телегин Д. Я. Палеолитическая стоянка Збраньки на Житомирщине // Советская археология. № 1, 1980 г.
- Телегин Д. Я., Филенко О. С. Могильник среднестоговской культуры в Днепровском Надпорожье // Советская археология. № 1. 1982, стр. 80
- Телегин Д. Я. Старосельский клад поздней бронзы из Черкасской области // Советская археология. № 1. 1982, стр. 222
- Телегин Д. Я., Отрощенко В. В. Курганные древности Степного Поднепровья III—I тыс. до н. э. // Советская археология. № 3, 1987 г., стр. 251
- Телегин Д. Я. (Киев). Раскопки в Ясиноватке (о переодизации могильников мариупольского типа) // Советская археология. № 4, 1988 г., стр. 5
- Телегин Д. Я., Константинеску Л. Ф. Многослойное поселение на Стрильчей Скеле эпохи неолита — энеолита в Днепровском Надпорожье // Российская археология. 1992, № 1, стр. 13

### Карты
- Телегин Д. Я. Памятники эпохи мезолита на территории Украинской ССР. (Карта местонахождений). Киев, 1985.